# Captain Ivory
Captain Ivory ist eine Band aus Detroit, die Rock, Rock ’n’ Roll und Bluesrock spielt.

## Geschichte
2012 gegründet, tourte die Band kurze Zeit nach einigen Jam-Session bereits in den USA. Am 15. November 2012 wurde ein Kickstarter Projekt gestartet, um das erste Release, die Live GBS Detroit EP zu finanzieren, GBS steht für Groovebox Studios. Das Projekt war erfolgreich und die EP wurde am 14. Dezember 2012 als Download veröffentlicht.
Das selbst betitelte Debüt-Album wurde 2014 veröffentlicht.
2015 folgte nach etlichen Gigs durch die USA eine sechswöchige Tour durch Europa, u. a. in Spanien, Frankreich und Deutschland, bevor 2016 das Album No Vacancy mit den neuen Mitgliedern Seth Maschari (Schlagzeug) und Brett Smith (Bass) veröffentlicht wurde, die Justin Leitner (Schlagzeug) und Alex Patten (Bass) ersetzten. Eingebettet wurde die Album-Veröffentlichung in eine weitere Tour durch die USA, u. a. in Nashville.

## Diskografie
- 2012: Live GBS Detroit EP (EP)
- 2014: Captain Ivory (Album, Gangplank)
- 2016: No Vacancy (Album)
- 2018: Hang Fire (Album)